# Раздрогина, Елена Геннадьевна
Елена Геннадиевна Раздрогина (род. 25 августа 1969) — российская легкоатлетка, специалистка по бегу на длинные дистанции, марафону и сверхмарафону. Выступала на профессиональном уровне в 1992—2007 годах, победительница Парижского марафона и других крупных международных стартов на шоссе, чемпионка России в беге на 50 км, участница чемпионата мира в Афинах. Представляла Кировскую область. Мастер спорта России международного класса.

## Биография
Елена Раздрогина родилась 25 августа 1969 года. Занималась лёгкой атлетикой в спортивной школе города Вятские Поляны Кировской области.
Впервые заявила о себе в сезоне 1992 года, став шестой на Московском международном марафоне мира.
В 1993 году одержала победу на Сибирском международном марафоне, была восьмой на Реймсском марафоне.
В 1994 году финишировала шестой на Марракешском и Парижском марафонах, закрыла десятку сильнейших Берлинского марафона.
В 1995 году стала второй на марафоне в Лас-Вегасе, четвёртой на Туринском марафоне, выиграла Монреальский марафон.
В 1996 году помимо прочего финишировала второй на Парижском марафоне, вновь победила на Сибирском международном марафоне.
На Парижском марафоне 1997 года с личным рекордом 2:29:10 превзошла всех соперниц и одержала победу. Благодаря этому успешному выступлению вошла в основной состав российской сборной и удостоилась права защищать честь страны на чемпионате мира в Афинах — в программе марафона показала время 2:36:37, расположившись в итоговом протоколе соревнований на девятой строке. Также в этом сезоне заняла 11-е место на Нью-Йоркском марафоне.
В 1998 году была седьмой на Парижском марафоне, шестой на Московском марафоне «Лужники». Принимала участие в чемпионате Европы в Будапеште, где с результатом 2:30:09 пришла к финишу восьмой (помогла соотечественницам выиграть разыгрывавшийся здесь Кубок Европы по марафону). В концовке сезона финишировала третьей на Гонолульском марафоне.
В 1999 году была третьей на Туринском марафоне, выиграла Уфимский марафон.
В 2000 году заняла 11-е место на Пражском марафоне.
В 2001 году стала третьей на Сибирском международном марафоне.
В 2002 году победила на чемпионате России по бегу на 50 км в Черноголовке, финишировала восьмой на ультрамарафоне The Comrades.
В 2004 году была девятой на чемпионате России по полумарафону в Новосибирске, одержала победу на Люблянском марафоне.
В 2005 году заняла девятое место на Лахорском марафоне, четвёртое место на чемпионате России по марафону в Москве, седьмое место в гонке на 10 км в рамках Московского международного марафона мира.
В 2006 году была девятой на Лахорском марафоне.
В 2007 году финишировала восьмой на Цюрихском марафоне и на этом завершила спортивную карьеру.